# Ornithospila
Ornithospila is een geslacht van vlinders van de familie spanners (Geometridae), uit de onderfamilie Geometrinae.

## Soorten
- O. avicularia Guenée, 1857
- O. bipunctata Prout, 1916
- O. carteronae Herbulot, 1982
- O. cincta Walker, 1861
- O. esmeralda Hampson, 1895
- O. lineata Moore, 1872
- O. odontogramma Prout, 1916
- O. psittacina Felder, 1875
- O. submonstrans Walker, 1861
- O. succincta Prout, 1917
- O. sundaensis Holloway, 1976
- O. viridimargo Prout, 1916